# Лессин (Бельгия)
Лесси́н (фр. Lessines, валлон. Lissene / Lsine, пикард. Lissene, нидерл. Lessen) — коммуна в Валлонии, расположенная в провинции Эно, округ Суаньи. Принадлежит Французскому языковому сообществу Бельгии. На площади 72,29 км² проживают 17 848 человек (плотность населения — 247 чел./км²), из которых 48,29 % — мужчины и 51,71 % — женщины. Средний годовой доход на душу населения в 2003 году составлял 11 632 евро.
Почтовые коды: 7860—7864, 7866. Телефонный код: 068.

## Известные жители и уроженцы
- В Лессине в 1898 году родился художник-сюрреалист Рене Магритт.